# Quagliuzzo
Quagliuzzo est une commune de la ville métropolitaine de Turin, dans le  Piémont, en Italie.

## Administration
| Période                                  | Période  | Identité         | Étiquette | Qualité |
| ---------------------------------------- | -------- | ---------------- | --------- | ------- |
| 14 juin 2004                             | En cours | Domenico Ferraro | civica    |         |
| Les données manquantes sont à compléter. |          |                  |           |         |

### Communes limitrophes
Castellamonte, Lugnacco, Vistrorio, Parella, Strambinello, Torre Canavese.